# Lista över alumner från Teaterhögskolan i Göteborg
Alumner från Teaterhögskolan i Göteborg (efter examensår). För utexaminerade från och med 1 juli 2005 se Lista över alumner från Högskolan för scen och musik vid Göteborgs universitet.

## 1943
- Gertrud Fridh
- Gösta Prüzelius

## 1949
- Ulla Jacobsson

## 1952
- Gunnel Lindblom

## 1957
- Sven Wollter

### 1967
- Lars-Erik Berenett
- Göran Stangertz

## 1968
- Göran Boberg
- Viveca Dahlén
- Sten Elfström

## 1970
- Viveka Seldahl
- Jan Holmquist
- Åsa Nelvin - avslutad 1968

## 1971
- Staffan Göthe
- Hans Josefsson

## 1973
- Rita Polster
- Kristina Andersson
- Leif Adolfsson
- Per Holmberg
- Sonny Johnson
- Harry Goldstein

## 1979
- Suzanne Reuter

## 1981
- Nina Gunke
- Birgitte Söndergaard

## 1982
- Ing-Marie Carlsson

## 1984
- Johan H:son Kjellgren

## 1985
- Samuel Fröler
- Sara Key

## 1986
- Maria Lundqvist

## 1987
- Anders Ekborg
- Per Morberg

- Johan Gry
- Michel Riddez

- Anna Bjelkerud
- Margareta Niss
- Lena Ivancic
- Kristina Törnqvist
- Inger Nilsson

## 1988
- Fredrik Dolk

## 1990
- Angela Kovacs
- Lottie Svedmark
- Karin Bjurström
- Mona Hultkrantz
- Carlo Schmidt
- Niclas Fransson
- Anders Johannesson
- Robert Gustafsson

## 1991
- Per Graffman
- Kristian Lima de Faria

## 1992
- Rolf Berlin
- Johan Friberg
- Daniel Goldman
- Regina Lund

## 1993
- Jacob Ericksson
- Victor Lopez
- Lars Melin

## 1994
- Alexandra Zetterberg
- Gunilla Johansson
- Mattias Andersson
- Tobias Aspelin

## 1996
- Annica Edstam
- Göran Frölén
- Fredrik Lycke

## 1997
- Victoria Brattström
- Hedvig Lagerqvist
- Magdalena Eshaya
- Malena Hallerdt
- Björn Bengtsson
- Peter Engman
- Sebastian Höglund

## 1998
- Vicktoria Folkeson
- Malin Morgan
- Camilla Larsson
- Mellika Melani
- Henrik Ståhl
- Ola Rapace
- Eric Ericsson
- André Sjöberg
- David Nordström
- Sunil Munchi

## 1999
- Julia Dufvenius
- Sophie Engberg Yukawa

## 2000
- Sami Yousri
- Marco Stella

## 2002
- Mirja Turestedt

## 2003
- Oldoz Javidi
- Erika (Claesson) Blix
- Jasmin Gulläng
- Jennie Rydén
- Harleen Sandelin
- Anders Berg
- Sebastian Ylvenius
- Emil Johnsen
- Robin Stegmar
- Joakim Gräns

## 2004
- Ellen Bredefeldt
- Charlotta Jonsson
- Helena Nizic
- Marie Robertson
- Bo Andersson
- Tjelvar Eriksson
- Martin Pareto
- Francisco Sobrado
- Alexander Stocks
- Jonas Hellman-Driessen

## 2005
- Niki Gunke-Stangertz
- Karin Oscarsson
- Ann-Sofie Andersson
- Johannes Alfvén
- Krister Kern
- Hampus Björck
- Tobias Borvin

## Övriga utexamnierade
Lena Söderblom, Thommy Berggren, Ingvar Hirdwall, Kent Andersson, Lennart Hjulström, Gunilla Nyroos, Helena Döse, MariAnne Häggander, Anders Ekborg, Niclas Fransson, Mattias Andersson, Shanti Roney, Christer Nerfont, Julia Dufvenius, Stephen Hansen, Sara Sommerfeld, Camilla Tilling, Allan Svensson, Sonny Johnson, Niklas Engdahl, Peter Lorentzon, Oskar Laring, Morten Vang, Julia Heveus. 